# Кубок Украины по мини-футболу
Кубок Украины по мини-футболу — мини-футбольное соревнование среди украинских клубов. Проводится с 1990 года. Наиболее титулованной командой чемпионата является львовская «Энергия» имеющая четыре кубковых трофея.

## Все финалы
| Сезон     | Обладатель Кубка                    | Финалист                    | Счёт        |
| --------- | ----------------------------------- | --------------------------- | ----------- |
| 1990      | «Механизатор» (Днепропетровск)      | ДХТИ (Днепропетровск)       | 8:1         |
| 1991/92   | «Механизатор» (Днепропетровск)      | «Трактор» (Ивано-Франковск) | 5:1         |
| 1992/93   | «СКИФ-Силекс» Киев                  | «Надежда» Запорожье         | 2:2 пен.5:4 |
| 1993/94   | «Нике» Днепропетровск               | «Надежда» Запорожье         | 5:1         |
| 1994/95   | «Механизатор» Днепропетровск        | «Горняк» Красногоровка      | 5:1         |
| 1995/96   | «Механизатор» Днепропетровск        | «Локомотив» Одесса          | 4:3         |
| 1996/97   | «Локомотив» Одесса                  | ДСС Запорожье               | 5:3         |
| 1997/98   | «Локомотив» Одесса                  | «Интеркас» Киев             | 6:4 д.в.    |
| 1998/99   | «Виннер Форд–Университет» Запорожье | УС «Корпия» Киев            | 8:3         |
| 1999/2000 | «Интеркас» Киев                     | «Запорожкокс» Запорожье     | 4:1 д.в.    |
| 2000/01   | «ИнтерКрАЗ» Киев                    | «Укрсплав» Донецк           | 3:0         |
| 2001/02   | ДСС Запорожье                       | «ИнтерКрАЗ» Киев            | 4:1         |
| 2002/03   | МФК «Шахтёр» Донецк                 | «Универ-Локо» Харьков       | 4:3 д.в.    |
| 2003/04   | МФК «Шахтёр» Донецк                 | ДСС Запорожье               | 6:1         |
| 2004/05   | «Интеркас» Киев                     | МФК «Шахтёр» Донецк         | 2:1         |
| 2005/06   | МФК «Шахтёр» Донецк                 | СК «Энергия» Львов          | 3:3 пен.5:4 |
| 2006/07   | «Енакиевец» Енакиево                | ТВД Львов                   | 2:2 пен.4:2 |
| 2007/08   | ТВД Львов                           | «Енакиевец» Енакиево        | 3:1         |
| 2008/09   | «Локомотив» Харьков                 | МФК «Шахтёр» Донецк         | 2:0         |
| 2009/10   | «Тайм» Львов                        | «Енакиевец» Енакиево        | 1:0         |
| 2010/11   | СК «Энергия» Львов                  | «Кардинал-Ровно» Ровно      | 2:1         |
| 2011/12   | СК «Энергия» Львов                  | «Локомотив» Харьков         | 2:1         |
| 2012/13   | СК «Энергия» Львов                  | «ЛТК» Луганск               | 3:3 пен.3:2 |
| 2013/14   | СК «Энергия» Львов                  | «Локомотив» Харьков         | 2:2 пен.2:1 |
| 2014/15   | СК «Manzana» Киев                   | «Хит» Киев                  | 2:2 пен.3:2 |
| 2015/16   | «Локомотив» Харьков                 | «Хит» Киев                  | 4:2         |
| 2016/17   | «Локомотив» Харьков                 | «Хит» Киев                  | 5:2         |